# ハルビン交通放送
ハルビン交通放送（ハルビンこうつうほうそう）は、ハルビン広播電視台の放送である。2003年12月1日に放送開始。全日24小時放送。

## 周波数
| ハルビン市 | 南崗区 | 92.5MHz |
| ハルビン市 | 依蘭県 | 92.5MHz |
| ハルビン市 | 巴彦県 | 95.3MHz |